# Hans Haltermann
Hans Haltermann, född 20 april 1898 i Berlin, död 17 juni 1981 i Paderborn, var en tysk SS-Gruppenführer och generallöjtnant i polisen. Under andra världskriget var han SS- och polischef i Kiew (1941–1943), Charkow (1943) och Mogilew (1943–1944). Mellan 1944 och 1945 var han ställföreträdande Högre SS- och polischef i ämbetsområdet Nordost med tjänstesäte i Königsberg. 

### Webbkällor
- ”Hans Werner Haltermann – SS-Gruppenführer und Generalleutnant der Polizei” (på polska). Druga Wojna Światowa. Waldemar Sadaj. Arkiverad från originalet den 11 december 2014. https://archive.today/20141211221718/http://www.dws-xip.pl/reich/biografie/lista2/276294.html. Läst 11 december 2014.